# Michael Fassbender
Michael Fassbender (Heidelberg, 2 d'abril de 1977) és un actor alemany d'ascendència irlandesa.

## Biografia
És fill d'una nord-irlandesa i d'un alemany. Va néixer a Alemanya, però durant la infantesa es va traslladar a Irlanda, país on la seva família va regentar un restaurant.
Va estudiar al prestigiós Central School of Speech and Drama, i començà la seva carrera com a actor a la televisió amb la premiada minisèrie sobre la Segona Guerra Mundial Band of Brothers, els productors executius de la qual van ser Steven Spielberg i Tom Hanks.
El seu primer llargmetratge cinematogràfic va ser l'èpica històrica 300 (2006), pel·lícula de Zack Snyder en la qual interpretava Stelios. Un any després va treballar amb el francès François Ozon a Angel (2007).
Va obtenir el primer paper protagonista de la mà de Steve McQueen en la seva òpera prima cinematogràfica Hunger (2008). En aquest film l'actor interpreta Bobby Sands, un membre de l'IRA i diputat del Parlament britànic que va portar a terme una vaga de fam de gran repercussió internacional. Aquest paper va valer a Fassbender l'aplaudiment unànime de la crítica. Va tornar a treballar amb McQueen a Shame (2011), on va interpretar un noi de Nova York a la trentena, amb seriosos problemes per controlar i gaudir de la sexualitat.
El 2009 estrenà el drama britànic, amb triangle amorós, Fish Tank (2009), on va compartir protagonisme amb Katie Jarvis i Kierston Wareing.
Entre els seus treballs més recents destaquen Maleïts malparits (2009), de Quentin Tarantino; Centurió (2010), de Neil Marshall; Jonah Hex (2010), de Jimmy Hayward; X-Men: First Class (2011), de Matthew Vaughn; A Dangerous Method (2011), de David Cronenberg, o Prometheus (2012), de Ridley Scott.
En el teatre, Fassbender va aconseguir un gran èxit per la seva interpretació de Mícheál Ó Coileáin a l'obra Allegiance. L'obra va ser un dels grans èxits del Festival d'Edimburg del 2006.

## Filmografia
Filmografia:
| Any  | Pel·lícula           | Paper                 | Notes |
| ---- | -------------------- | --------------------- | --- |
| 2007 | 300                  | Stelios               | |
| 2007 | Angel                | Esmé Howe-Nevinson    | |
| 2008 | Hunger               | Bobby Sands           | |
| 2008 | Eden Lake            | Steve                 | |
| 2009 | Blood Creek          | Richard Wirth         | |
| 2009 | Fish Tank            | Connor                | |
| 2009 | Maleïts malparits    | Tinent Archie Hicox   | |
| 2010 | Centurion            | Quintus Dias          | |
| 2010 | Jonah Hex            | Burke                 | |
| 2011 | Jane Eyre            | Edward Rochester      | |
| 2011 | X-Men: First Class   | Erik Lensherr/Magneto | |
| 2011 | A Dangerous Method   | Carl Jung             | |
| 2011 | Shame                | Brandon Sullivan      | Copa Volpi per la millor interpretació masculina Nominació − Globus d'Or al millor actor dramàtic Nominació − BAFTA al millor actor |
| 2011 | Pitch Black Heist    | Michael               | Short Executive producer |
| 2012 | Haywire              | Paul                  | |
| 2012 | Prometheus           | David                 | |
| 2013 | The Counselor        | The Counselor         | |
| 2013 | 12 anys d'esclavitud | Edwin Epps            | |
| 2014 | Frank                | Frank                 | |
| 2014 | Slow West            | Silas                 | |
| 2024 | Kneecap              | Arló Ó Cairealláin    | |